# Büssing III GL 6
Der Büssing III GL 6 war ein „mittlerer, geländegängiger Lastkraftwagen“ (o), der in verschiedenen Ausführungen für die deutsche Reichswehr entwickelt und von ihr wie auch von der späteren Wehrmacht eingesetzt wurde. Viele verschiedene Truppenteile setzten das Fahrzeug der 3-t-Nutzlastklasse im Zweiten Weltkrieg ein.

## Entwicklung
1926 begannen Überlegungen der Reichswehr zur künftigen Ausrüstung des deutschen Heeres. Die generelle Motorisierung, die auch die Streitkräfte anderer Nationen seit dem Ende des Ersten Weltkrieges anstrebten, galt als wichtiger Aspekt möglicher künftiger Kriege. Geländegängige Lastkraftwagen, die große Gespanne ersetzen konnten, standen in der kaiserlichen Armee noch nicht zur Verfügung, auch wurden solche in Deutschland noch nicht produziert. Vor und im Ersten Weltkrieg hatte man bereits Erfahrungen mit Subventions-Lkw und der Fahrzeugklasse der Regel-3-Tonner gemacht.
Die Reichswehr formulierte genauere Anforderungen an ein solches Fahrzeug und gab diese Beschreibung an die deutschen Nutzfahrzeughersteller. Die Spezifikation forderte einen dreiachsigen, hinten zwillingsbereiften Lastkraftwagen mit 3000 kg Nutzlast, hoher Bodenfreiheit, angetriebenen Hinterachsen und guter Zugkraft. Von der Beschreibung in der Reichswehr her hieß die Klasse „mittlerer geländegängiger Lastkraftwagen (o)“, wobei „o“ für handelsüblich, also einen Industrieentwurf stand.
Das erste Unternehmen, das auf die Ausschreibung reagierte, war 1928 Henschel mit dem Typ Henschel 33. Krupp präsentierte kurz darauf seinen neuen Typ L3 H63, der aus dem L4 entwickelt worden war. Viel später präsentierte Büssing-NAG etwa 1932/33 seinen Typ III GL 6 und letztlich etwa 1935/36 Mercedes seinen Typ LG 3000. Alle Hersteller erhielten Aufträge für diese Lkw-Klasse.

## Technische Beschreibung
Der Büssing-NAG III GL 6 verfügte über einen 9,35-ltr-Sechszylinder-Ottomotor mit 90 PS. Zum Starten war ein Bosch-Anlasser vom Typ BPD 3/12 im Fahrzeug verbaut. Eine Zahnradpumpe leistete eine Druckumlaufschmierung der beweglichen Motorenteile. Per Konuskupplung erfolgte die Kraftübertragung zum Hauptschalt-Wechselgetriebe Büssing III. Das Fahrzeug verfügte über fünf Vorwärts- und einen Rückwärtsgang. Ein Gang war für die Geländefahrt vorgesehen. Während im normalen Betrieb eine Höchstgeschwindigkeit von 45 km/h zu erreichen war, konnte mit der Übersetzung des Geländegangs nur eine Geschwindigkeit von 4,85 km/h erreicht werden.
Drei Achsen wurden an längs gelagerten Halbfedern in drehbaren Aufhängungen unterhalb des Fahrzeugrahmens gelagert. Hierzu musste der Fahrzeugrahmen verhältnismäßig hoch sitzen, gewährleistete damit aber eine maximale Verschränkbarkeit der Hinterachsen.
Die Firma Knorr lieferte eine Druckluftbremse mit Wirkung auf alle Hinterräder. Die Handbremse wirkte mechanisch über das Getriebe auf die Hinterachsen. Eine Schneckenlenkung verhinderte, dass Stöße während der Geländefahrt nicht auf das Lenkrad übertragen wurden.
Als Räder kamen Hering-Scheibenräder zum Einbau, wobei zwei Reserveräder bei Fahrzeugen mit Pritschenaufbau senkrecht stehend hinter dem Führerhaus gelagert waren. Im Leiterrahmen aus U-Metallträgern war hinten die Anhängerkupplung verschraubt. Die Zugkraft von 4.500 kg reduzierte sich bei Einsatz der Winde mit Spill auf 4.000 kg.

## Produktion
Die Erprobung der Lastkraftwagen Büssing-NAG III GL 6 bei der Reichswehr dauerte bis zum 1. Januar 1930. Zwischen 1931 und 1938 sollen 343 Fahrzeuge dieses Modells von Büssing-NAG hergestellt worden sein. Unklar ist, ob möglicherweise bereits 1935 die Produktion eingestellt wurde.

## Einsatz
Die Verwendung des Fahrzeugs war vielfältig. So wird auch die Verwendung als Scheibenzuganlage auf Truppenübungs- und Artillerieschießplätzen oder auch Fesselballonwinde für Beobachtungs- und Sperrballone beschrieben. Einige Fahrzeug wurden auch zu Artillerie-Kommando- und Beobachtungs-Kraftwagen ausgebaut.
- offener Pritschenwagen (Standard)[12]
- Lastkraftwagen für Werkstattgerät
- Pionier-Kraftwagen I
- Kfz. 72 – geschlossener Aufbau mit senkrechten Holzstabwänden (Befehls-, Bild-, Druckerei-, Lichtauswerte-, Schallauswerte-, Stabsauswerte-, Vermessungsauswerte- und Wetter-Kraftwagen)[13][14]
- schwerer Vermessungstrupp-Kraftwagen (Kfz. 73)
- Triebwerk-Kraftwagen (Kfz. 75)
- Werkstatt-Kraftwagen (Kfz. 79)[15][16]